# Neuengönna
Neuengönna település Németországban, azon belül Türingiában. Lakosainak száma 659 fő (2023. december 31.).

## Népesség
A település népességének változása:
| Lakosok száma | 673  | 667  | 685  | 677  | 659  |
|               | 2017 | 2019 | 2021 | 2022 | 2023 |